# Ojie Edoburun
Ojie Edoburun (Londra, 2 giugno 1996) è un velocista britannico, campione europeo under 23 dei 100 metri piani a Bydgoszcz 2017.
Sulla stessa specialità è stato anche campione europeo under 20 a Eskilstuna 2015 e vicecampione mondiale under 18 a Donec'k 2013.

## Palmarès
| Anno                                | Manifestazione          | Sede       | Evento      | Risultato  | Prestazione | Note                          |
| ----------------------------------- | ----------------------- | ---------- | ----------- | ---------- | ----------- | ----------------------------- |
| In rappresentanza del Regno Unito   |                         |            |             |            |             |                               |
| 2013                                | Mondiali allievi        | Donec'k    | 100 m piani | Argento    | 10"35       | Miglior prestazione personale |
| 2014                                | Mondiali juniores       | Eugene     | 100 m piani | 6º         | 10"45       |                               |
| 2015                                | Europei juniores        | Eskilstuna | 100 m piani | Oro        | 10"36       |                               |
| 2016                                | Europei                 | Amsterdam  | 100 m piani | Semifinale | 10"20       |                               |
| 2017                                | World Relays            | Nassau     | 4×100 m     | Finale     | dnf         |                               |
| 2017                                | Europei under 23        | Bydgoszcz  | 100 m piani | Oro        | 10"14       |                               |
| 2017                                | Europei under 23        | Bydgoszcz  | 4×100 m     | Argento    | 39"11       | [ 2 ]                         |
| 2019                                | Europei indoor          | Glasgow    | 60 m piani  | 7º         | 6"67        |                               |
| 2019                                | Mondiali                | Doha       | 100 m piani | Semifinale | 10"22       |                               |
| 2022                                | Europei                 | Monaco     | 100 m piani | Semifinale | 10"25       |                               |
| In rappresentanza dell' Inghilterra |                         |            |             |            |             |                               |
| 2022                                | Giochi del Commonwealth | Birmingham | 100 m piani | Semifinale | 10"30       |                               |
| 2022                                | Giochi del Commonwealth | Birmingham | 4×100 m     | Oro        | 38"35       |                               |